# Elecciones presidenciales de Estados Unidos de 2024 en Nebraska
Las elecciones presidenciales de Estados Unidos de 2024 en Nebraska se llevaron a cabo el 5 de noviembre de 2024, como parte de las elecciones presidenciales de Estados Unidos de 2024. Los votantes de Nebraska eligieron a los cinco electores que los representarían en el Colegio Electoral mediante votación popular.
Nebraska ha votado por los republicanos en casi todas las elecciones presidenciales desde que se convirtió en estado, con la excepción de William Jennings Bryan, Woodrow Wilson, Franklin D. Roosevelt en sus dos primeros mandatos; y Lyndon B. Johnson. Sin embargo, el segundo distrito congregasional del estado, que contiene a Omaha y algunos de sus suburbios, ha sido competitivo desde 2008, cuando Obama ganó por un estrecho margen el distrito.
En 2024, algunos republicanos intentaron eliminar el voto dividido en el colegio electoral y optar por un sistema de votación en el que el ganador se llevara todos los electores. Esto contó con el apoyo del expresidente Donald Trump, el gobernador Jim Pillen, el congresista del segundo distrito Don Bacon y Charlie Kirk, de Turning Point USA.

## Resultados

### Generales
| Partido       | Partido               | Candidato     | Votos | %   |
| ------------- | --------------------- | ------------- | ----- | --- |
|               | Republicano           | Donald Trump  |       |     |
|               | Demócrata             | Kamala Harris |       |     |
|               | Libertario            | Chase Oliver  |       |     |
|               | Verde                 | Jill Stein    |       |     |
|               | Marihuana Legal Ahora | Cornel West   |       |     |
| Escritos      |                       |               |       |     |
|               |                       |               |       |     |
| Total         | Total                 | Total         |       | 100 |
| Participación |                       |               |       |     |
| Registrados   |                       |               |       |     |
|               |                       |               |       |     |
| Fuente:       |                       |               |       |     |

### Por condado
|              | Trump Republicano | Trump Republicano | Harris Demócrata | Harris Demócrata | Total | Margen | Margen |
| Condado      | Votos             | %                 | Votos            | %                | Total | Votos  | %      |
| ------------ | ----------------- | ----------------- | ---------------- | ---------------- | ----- | ------ | ------ |
| Adams        |                   |                   |                  |                  |       |        |        |
| Antelope     |                   |                   |                  |                  |       |        |        |
| Arthur       |                   |                   |                  |                  |       |        |        |
| Banner       |                   |                   |                  |                  |       |        |        |
| Blaine       |                   |                   |                  |                  |       |        |        |
| Boone        |                   |                   |                  |                  |       |        |        |
| Box Butte    |                   |                   |                  |                  |       |        |        |
| Boyd         |                   |                   |                  |                  |       |        |        |
| Brown        |                   |                   |                  |                  |       |        |        |
| Buffalo      |                   |                   |                  |                  |       |        |        |
| Burt         |                   |                   |                  |                  |       |        |        |
| Butler       |                   |                   |                  |                  |       |        |        |
| Cass         |                   |                   |                  |                  |       |        |        |
| Cedar        |                   |                   |                  |                  |       |        |        |
| Chase        |                   |                   |                  |                  |       |        |        |
| Cherry       |                   |                   |                  |                  |       |        |        |
| Cheyenne     |                   |                   |                  |                  |       |        |        |
| Clay         |                   |                   |                  |                  |       |        |        |
| Colfax       |                   |                   |                  |                  |       |        |        |
| Cuming       |                   |                   |                  |                  |       |        |        |
| Custer       |                   |                   |                  |                  |       |        |        |
| Dakota       |                   |                   |                  |                  |       |        |        |
| Dawes        |                   |                   |                  |                  |       |        |        |
| Dawson       |                   |                   |                  |                  |       |        |        |
| Deuel        |                   |                   |                  |                  |       |        |        |
| Dixon        |                   |                   |                  |                  |       |        |        |
| Dodge        |                   |                   |                  |                  |       |        |        |
| Douglas      |                   |                   |                  |                  |       |        |        |
| Dundy        |                   |                   |                  |                  |       |        |        |
| Fillmore     |                   |                   |                  |                  |       |        |        |
| Franklin     |                   |                   |                  |                  |       |        |        |
| Frontier     |                   |                   |                  |                  |       |        |        |
| Furnas       |                   |                   |                  |                  |       |        |        |
| Gage         |                   |                   |                  |                  |       |        |        |
| Garden       |                   |                   |                  |                  |       |        |        |
| Garfield     |                   |                   |                  |                  |       |        |        |
| Gosper       |                   |                   |                  |                  |       |        |        |
| Grant        |                   |                   |                  |                  |       |        |        |
| Greeley      |                   |                   |                  |                  |       |        |        |
| Hall         |                   |                   |                  |                  |       |        |        |
| Hamilton     |                   |                   |                  |                  |       |        |        |
| Harlan       |                   |                   |                  |                  |       |        |        |
| Hayes        |                   |                   |                  |                  |       |        |        |
| Hitchcock    |                   |                   |                  |                  |       |        |        |
| Holt         |                   |                   |                  |                  |       |        |        |
| Hooker       |                   |                   |                  |                  |       |        |        |
| Howard       |                   |                   |                  |                  |       |        |        |
| Jefferson    |                   |                   |                  |                  |       |        |        |
| Johnson      |                   |                   |                  |                  |       |        |        |
| Kearney      |                   |                   |                  |                  |       |        |        |
| Keith        |                   |                   |                  |                  |       |        |        |
| Keya Paha    |                   |                   |                  |                  |       |        |        |
| Kimball      |                   |                   |                  |                  |       |        |        |
| Knox         |                   |                   |                  |                  |       |        |        |
| Lancaster    |                   |                   |                  |                  |       |        |        |
| Lincoln      |                   |                   |                  |                  |       |        |        |
| Logan        |                   |                   |                  |                  |       |        |        |
| Loup         |                   |                   |                  |                  |       |        |        |
| Madison      |                   |                   |                  |                  |       |        |        |
| McPherson    |                   |                   |                  |                  |       |        |        |
| Merrick      |                   |                   |                  |                  |       |        |        |
| Morrill      |                   |                   |                  |                  |       |        |        |
| Nance        |                   |                   |                  |                  |       |        |        |
| Nemaha       |                   |                   |                  |                  |       |        |        |
| Nuckolls     |                   |                   |                  |                  |       |        |        |
| Otoe         |                   |                   |                  |                  |       |        |        |
| Pawnee       |                   |                   |                  |                  |       |        |        |
| Perkins      |                   |                   |                  |                  |       |        |        |
| Phelps       |                   |                   |                  |                  |       |        |        |
| Pierce       |                   |                   |                  |                  |       |        |        |
| Platte       |                   |                   |                  |                  |       |        |        |
| Polk         |                   |                   |                  |                  |       |        |        |
| Red Willow   |                   |                   |                  |                  |       |        |        |
| Richardson   |                   |                   |                  |                  |       |        |        |
| Rock         |                   |                   |                  |                  |       |        |        |
| Saline       |                   |                   |                  |                  |       |        |        |
| Sarpy        |                   |                   |                  |                  |       |        |        |
| Saunders     |                   |                   |                  |                  |       |        |        |
| Scotts Bluff |                   |                   |                  |                  |       |        |        |
| Seward       |                   |                   |                  |                  |       |        |        |
| Sheridan     |                   |                   |                  |                  |       |        |        |
| Sherman      |                   |                   |                  |                  |       |        |        |
| Sioux        |                   |                   |                  |                  |       |        |        |
| Stanton      |                   |                   |                  |                  |       |        |        |
| Thayer       |                   |                   |                  |                  |       |        |        |
| Thomas       |                   |                   |                  |                  |       |        |        |
| Thurston     |                   |                   |                  |                  |       |        |        |
| Valley       |                   |                   |                  |                  |       |        |        |
| Washington   |                   |                   |                  |                  |       |        |        |
| Wayne        |                   |                   |                  |                  |       |        |        |
| Webster      |                   |                   |                  |                  |       |        |        |
| Wheeler      |                   |                   |                  |                  |       |        |        |
| York         |                   |                   |                  |                  |       |        |        |